# Spathulariopsis
Spathulariopsis is een monotypisch geslacht van schimmels behorend tot de familie Cudoniaceae. Het bevat alleen de soort Spathulariopsis velutipes.